# 파스텔 작전
파스텔 작전(영어: Operation Pastel)은 제2차 세계 대전 중 다운폴 작전의 조공으로 남부 일본을 공격하는 작전이었다.

## 참고 문헌
- Huber, Dr Thomas M. (1988). 《PASTEL: Deception in the Invasion of Japan》 (PDF). Combat Studies Institute. 2013년 3월 3일에 원본 문서 (PDF)에서 보존된 문서. 2013년 2월 23일에 확인함.
- Antill, P. (2005). “Operation Downfall: The Planned Assault on Japan”.